# Jeff McCarthy
Jeff McCarthy, all'anagrafe Jeffrey Charles McCarthy (Los Angeles, 16 ottobre 1954), è un attore e baritono statunitense.

## Biografia
Ha fatto il suo debutto a Broadway nel 1982 con The Pirates of Penzance, a cui seguirono il musical Zorba (1983) e il flop Smile nel 1986. Tra il 1995 e il 1997 ha interpretato la Bestia nel musical La bella e la bestia a Broadway, mentre nel 1997 recitò in Side Show con Alice Ripley ed Emily Skinner. Nel 2001 tornò a Broadway con Urinetown e per la sua performance fu candidato al Drama Desk Award. Ha recitato a Broadway anche in The Pirate Queen (2007) e nel musical Chicago, in cui ha recitato nel 2008, 2009 e nel 2011.
Molto attivo anche in tournée nazionali e nel circuito regionale, Jeff McCarthy ha interpretato Javert nel second tour statunitense di Les Misérables (1988) e Stone in quello di City of Angels (1991), oltre a recitare nei musical A Little Night Music (2000), Follies (2005), Mame al Kennedy Center con Christine Baranski (2006) e due produzioni di Sweeney Todd: The Demon Barber of Fleet Street nel 2009 e nel 2010. Attivo anche in campo televisivo, ha recitato in oltre trentacinque serie TV, tra cui Madam Secretary, The Good Wife ed Elementary.

## Filmografia

### Cinema
- RoboCop 2, regia di Irvin Kershner (1990)
- Priorità assoluta (Eve of Destruction), regia di Duncan Gibbins (1991)
- Drago d'acciaio (Rapid Fire), regia di Dwight H. Little (1992)
- Cliffhanger - L'ultima sfida (Cliffhanger), regia di Renny Harlin (1993)

### Televisione
- Un giustiziere a New York (The Equalizer) - serie TV, 2 episodi (1985-1986)
- Freddy's Nightmares - serie TV, 1 episodio (1989)
- Matlock - serie TV, 1 episodio (1989)
- Star Trek: The Next Generation - serie TV, episodio 3x11 (1989)
- California (Knots Landing) - serie TV, 2 episodi (1989-1990)
- Hunter - serie TV, 1 episodio (1990)
- Doogie Howser (Doogie Howser, M.D.) - serie TV, 1 episodio (1990)
- Cin cin (Cheers) - serie TV, 1 episodio (1991)
- E giustizia per tutti (Equal Justice) - serie TV, 4 episodi (1991)
- L'ispettore Tibbs (In the Heat of the Night) - serie TV, 1 episodio (1991)
- L.A. Law - Avvocati a Los Angeles (L.A. Law) - serie TV, 1 episodio (1992)
- Civil Wars - serie TV, 1 episodio (1992)
- Quattro donne in carriera (Designing Women) -serie TV, 1 episodio (1993)
- Star Trek: Voyager - serie TV, episodio 1x01 (1995)
- Law & Order - I due volti della giustizia (Law & Order) - serie TV, 1 episodio (1999)
- Law & Order - Unità vittime speciali (Law & Order: Special Victims Unit) - serie TV, 2 episodi (2001-2006)
- Ed - serie TV, 1 episodio (2004)
- La valle dei pini (All My Children) - serie TV, 3 episodi (2008)
- The Good Wife - serie TV, 1 episodio (2010)
- Late Show with David Letterman - serie TV, 2 episodi (2011)
- Elementary - serie TV, 1 episodio (2016)
- Madam Secretary - serie TV, 1 episodio (2017)

### Doppiaggio
- Animaniacs - serie TV, 1 episodio (1996)
- I misteri di Silvestro e Titti - serie TV, 2 episodi (1997)

## Doppiatori italiani
Nelle versioni in italiano dei suoi lavori, Jeff McCarthy è stato doppiato da:
- Stefano Mondini in Star Trek: The Next Generation, Elementary
- Michele Gammino in RoboCop 2
- Tony Sansone in Star Trek: Voyager
- Oliviero Dinelli in The Good Wife